# خيمرية ميكروية

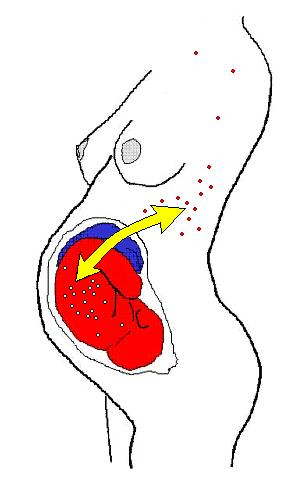
قد يكون هناك طريقان لحركة الخلايا المناعية عبر المشيمة أثناء الحمل. ويمكن أن تتكاثر الخلايا التبادلية وتؤسس خطوط خلايا طويلة الأمد والتي تقوم بالتنشيط المناعي حتى بعد عشرات السنوات من الولادة.

الخيمرية الميكروية (بالإنجليزية: Microchimerism)‏ (المعروفة اختصارًا باسم Mc) هو وجود عدد قليل من الخلايا التي تنشأ من شخص آخر وبالتالي فهي متميزة وراثيًا من خلايا الفرد المُضيف. لذا تكون هذه الظاهرة مرتبطة بأنواع معينة من أمراض المناعة الذاتية؛ على الرغم من أن الآليات المسؤولة عن هذه العلاقة غير واضحة.

## أنواع الخيمرية الميكروية

### البشر
يكون الشكل الأكثر شيوعًا هو الخيمرية الميكروية للدم الجنيني للأم في البشر (وربما في جميع المشيمات)(المعروفة أيضًا باسم الخيمرية الميكروية للخلية الجنينية أو الخيمرية الجنينية) حيث تمر خلايا الجنين الحي عبر المشيمة وتؤسس السُلالات الخلوية داخل الأم. لقد تم إثبات أن الخلايا الجنينية تستمر وتتكاثر في باطن الأم لعدة عقود. والنمط الظاهري لهذه الخلايا غير معروف، على الرغم من التعرف على العديد من أنواع الخلايا المختلفة، مثل السُلالات المناعية المختلفة والخلايا الجذعية المتعلقة باللُحمة المتوسطة والخلايا المشيمية المستمدة. وكذلك فإن التداعيات الصحية المحتملة لهذه الخلايا غير معروفة حاليًا. وهناك فرضية واحدة وهي أن الخلايا الجنينية ربما تُثير تفاعل الطُّعم حيال الثوي الذي يؤدي إلى أمراض المناعة الذاتية. لذا فقد يقدم هذا تفسيرًا محتملاً عن سبب انتشار العديد من أمراض المناعة الذاتية بصورة أكثر لدى النساء في فترة منتصف العمر. علمًا بأن النظرية الأساسية الأخرى هي أن الخلايا الجنينية تستوطن أنسجة الأم المصابة أو المريضة حيث تعمل مثل الخلايا الجذعية وتشارك في الإصلاح. ومن الممكن أيضًا أن تكون الخلايا الجنينية واقفة على الحياد وليس لها أي تأثير على صحة الأم.
فهناك نسبة 50-75٪ من النساء بعد الولادة تحمل خطوط الخلايا المناعية الجنينية. وكذلك توجد الخلايا المناعية للأمهات في النسل الناتج عن الأم - الجنين - الخيمرية الميكروية، على الرغم من أن هذه الظاهرة تحدث بنسبة النصف مقارنة بسابقتها.
أثبتت الدراسات أيضًا أن الخيمرية الميكروبية تتواجد بعد نقل الدم إلى مجموعات المرضى المصابين بـ نقص المناعة الشديدة والذين يعانون من الصدمة.

### الحيوان
تحدث الخيمرية الميكروية في معظم أزواج التوأم في البقر.عادة ما تندمج مشيمة التوأمين الأخوين ويتشاركان في الدورة الدموية في البقر (وغيرها من أنواع البقر)، مما يؤدي إلى تبادل خطوط الخلايا. حيث إنه إذا كان التوأم زوجًا من الذكور والإناث، فيكون للهرمونات الذكرية لثور العجل تأثير جزئي على عملية تحول العجلة (الأنثى) لذكر، ومن ثم تنتج عجلة مارتن أو عِجْلة ذَكرانية. وبالتالي تظهر العجول الذَكرانية على هيئة إناث، لكنها تكون عقيمة ولا يمكن استخدامها للولادة أو إنتاج الألبان. كذلك تُقدم الخيمرية الميكروية طريقة لتشخيص الحالة، لأنه يمكن الكشف عن المواد الجينية الذكرية في عِينة الدم.

## العلاقة بين أمراض المناعة الذاتية وسرطان الثدي
أثبتت الأبحاث اشتراك الخيمرية الميكروية في أمراض المناعة الذاتية. ولقد رجحت دراسات مستقلة مرارًا وتكرارًا أن خلايا الخيمرية الميكروية جنينية المنشأ قد تكون مسئولة عن أمراض التصلب المجموعي. فقد تُشارك خلايا الخيمرية الميكروية أمومية المنشأ علاوة على ذلك في توليد مجموعة من أمراض المناعة الذاتية الموجودة في الأطفال، على سبيل المثال، الاعتلالات العضلية الالتهابية مجهولة السبب اليفعي، (قد يكون التهاب الجلد والعضل اليفعي هو المثال الوحيد). وقد ثبتت مسئولية الخيمرية الميكروية الآن في المزيد من أمراض المناعة الذاتية الأخرى، بما في ذلك الذئبة الحمامية المجموعية. فهناك فرضية بديلة على العكس من ذلك في دور خلايا الخيمرية الميكروية في الآفات التي يمكنها تسهيل إصلاح الأنسجة من العضو التالف.
فقد تم العثور علاوة على ذلك على الخلايا المناعية الجنينية بصورة متكررة في أنسجة سرطان الثدي بالمقارنة بعينات أُخذت من امرأة سليمة. فليس من الواضح مع ذلك، ما إذا كانت خطوط الخلايا تقوم بتعزيز تطور الأورام أو على العكس من ذلك حماية المرأة من تطور سرطان الثدي.